# Bulbophyllum camptochilum
Bulbophyllum camptochilum är en orkidéart som beskrevs av Jaap J. Vermeulen. Bulbophyllum camptochilum ingår i släktet Bulbophyllum och familjen orkidéer. Inga underarter finns listade i Catalogue of Life.